# Agendový informační systém
Agendové informační systémy (AIS) jsou informační systémy orgánů veřejné moci ČR (ISVS), které jsou prostřednictvím rozhraní napojeny na základní registry. V případě, kdy agendový systém pracuje s referenčními údaji, požádá o potřebná data základní registry. Úředník není tedy nucen vyžadovat stejné údaje od občana nebo firmy.

## Identifikace AIS
Každý AIS, který je připojen k základním registrům, je jednoznačně identifikován následujícími údaji:
- IČ úřadu (správce AIS),
- AIS_ID – identifikátor AIS z informačního systému AIS Působnostní,
- SN – číslo certifikátu (SerialNumber),
- Seznam agend v AIS obsažených (přehled agend uvádí RPP nebo AIS Působnostní)[3][4]. Agenda bývá dále členěna na služby, činnosti a úkony. Služby jsou popsány v tzv. Katalogu služeb VS.[5]

## Obousměrný tok dat
Základní registry (ZR) jsou zdrojem referenčních dat pro agendové informační systémy podle zákona 111/2009 Sb. Některé AIS však naopak umožňují editaci ZR.
Základní registr veřejné správy může mít více editačních AIS. Například do registru obyvatel (ROB) jsou vkládány údaje prostřednictvím nejméně pěti agendových informačních systémů.
AIS čerpají a publikují údaje prostřednictvím standardizované sběrnice (eGSB), údajně dle legislativního znění také nazývané Informační systém sdílené služby (ISSS). Rozhraní spravuje a provozuje Správa základních registrů.

## Historie
Napojení agendových informačních systémů na informační systém základních registrů (ISZR) bylo řešeno veřejnou zakázkou z roku 2012
a dalšími zakázkami těch AIS, které byly připojeny později.